# Skabbholmen (i Dragsfjärden, Kimitoön)
Skabbholmen är en ö i Finland. Den ligger i sjön Dragsfjärden och i kommunen Kimitoön i den ekonomiska regionen  Åboland  och landskapet Egentliga Finland, i den södra delen av landet, 140 km väster om huvudstaden Helsingfors. Öns area är 2,6 hektar och dess största längd är 270 meter i nord-sydlig riktning.